# ۱۹ مرداد
۱۹ مرداد صد و چهل و سومین روز سال در گاه‌شماری خورشیدی است. به پایان سال ۲۲۲ روز (۲۲۳ روز در سال کبیسه) باقی‌است.

## رویدادها
- ۱۳۰۵ - سرتیپ امان‌الله میرزا جهانبانی به فرماندهی لشکر شرق منصوب و به سوی مشهد رهسپار گردید.
- ۱۳۶۷ - ورود نیروهای سازمان ملل به تهران و بغداد پس از قبول قطعنامه ۵۹۸ شورای امنیت
- ۱۳۷۳ - برگزاری کنگره بزرگداشت یکصدمین سال درگذشت «ملاحسینقلی همدانی» در دانشگاه بوعلی همدان
- ۱۳۸۴ - سیل ۱۳۸۴ کلاله گلستان
- ۱۳۸۸ - حادثه ۱۹ مرداد ۱۳۸۸ بالگرد فراجا
- ۱۳۹۳ - سقوط پرواز شماره ۵۹۱۶ هواپیمایی سپاهان
- ۱۳۹۶ - سیل مرداد ۱۳۹۶ شمال ایران
- ۱۴۰۴ _ افشای پیشنهاد صحرا اسداللهی ، بازیگر و هنرمند ایرانی ، به اصغر فرهادی ، کارگردان و هنرمند ایرانی ، در جریان تولید فیلم سینمایی فروشنده در برنامه رک‌شو

## زادروزها
- ۱۳۱۹ - عارف عارف کیا، خواننده
- ۱۳۲۸ - ملک‌جهان خزایی، طراح هنری
- ۱۳۵۳ - پژمان بازغی، بازیگر

## مرگ‌ها
- ۱۳۴۸ - محمود جم، نخست‌وزیر رضا شاه پهلوی و سناتور سابق
- ۱۳۹۰ - بابک معصومی، بازیکن و کاپیتان پیشین تیم ملی فوتسال
- ۱۴۰۱ - هوشنگ ابتهاج، شاعر و پژوهشگر[۱]
- ۱۴۰۲ - پروین، خواننده (زاده ۱۳۱۷)